# Diocèse de Nelson
Le diocèse de Nelson est un diocèse latin de l'Église catholique situé dans la province ecclésiastique de Vancouver en Colombie-Britannique au Canada.

## Histoire
Le diocèse de Nelson a été érigé le 22 février 1936.

## Ordinaires
- Martin Michael Johnson (1936-1954)
- Thomas Joseph McCarthy (1955-1958)
- Wilfrid Emmett Doyle (1958-1989)
- Peter Joseph Mallon (1989-1995)
- Eugene Jerome Cooney (de) (1996-2007)
- John Dennis Corriveau, OFM Cap (2007-2018)
- Gregory Bittman (en) (depuis 2018)